# Ковальский, Януш
Я́нуш Кова́льский (пол. Janusz Kowalski; род. 8 июня 1952, Свебодзин, Любушское воеводство) — польский шоссейный велогонщик, выступавший за сборную Польши по велоспорту на всём протяжении 1970-х годов. Чемпион мира в индивидуальной гонке любителей, победитель «Тура Польши» 1976 года.

## Биография
Януш Ковальский родился 8 июня 1952 года в городе Свебодзине Любушского воеводства. На протяжении своей спортивной карьеры состоял в клубах «Гнезно», «Велькопольска» и «Легия Варшава».
В 1972 году уже участвовал в различных соревнованиях на шоссе, в частности проехал многодневные гонки Dookola Mazowska и «Тур Польши», где на нескольких этапах был близок к победе.
Впервые заявил о себе в сезоне 1973 года, когда выиграл бронзовую медаль в зачёте польского национального первенства по шоссейным велогонкам и принял участие в «Туре Польши», где одержал победу на восьмом этапе.
В 1974 году вновь взял бронзу в шоссейной дисциплине национального первенства, также стал бронзовым призёром Польши по горовосхождению. Благодаря этим успехам вошёл в основной состав польской национальной сборной и удостоился права защищать честь страны на чемпионате мира в Монреале — завоевал здесь золотую медаль в индивидуальной гонке любителей, в том числе обошёл на финише своего титулованного соотечественника Рышарда Шурковского.
Став чемпионом мира, Ковальский закрепился в составе главной велокоманды Польши и продолжил принимать участие в крупнейших международных соревнованиях. Так, в 1975 году он выиграл девятый этап «Молочной гонки» в Великобритании, занял первое место в генеральных классификациях «Тура Болгарии» и «Тура Малопольского воеводства».
В 1976 году одержал победу в общем зачёте «Тура Польши», а также финишировал первым на третьем этапе этой многодневной гонки.

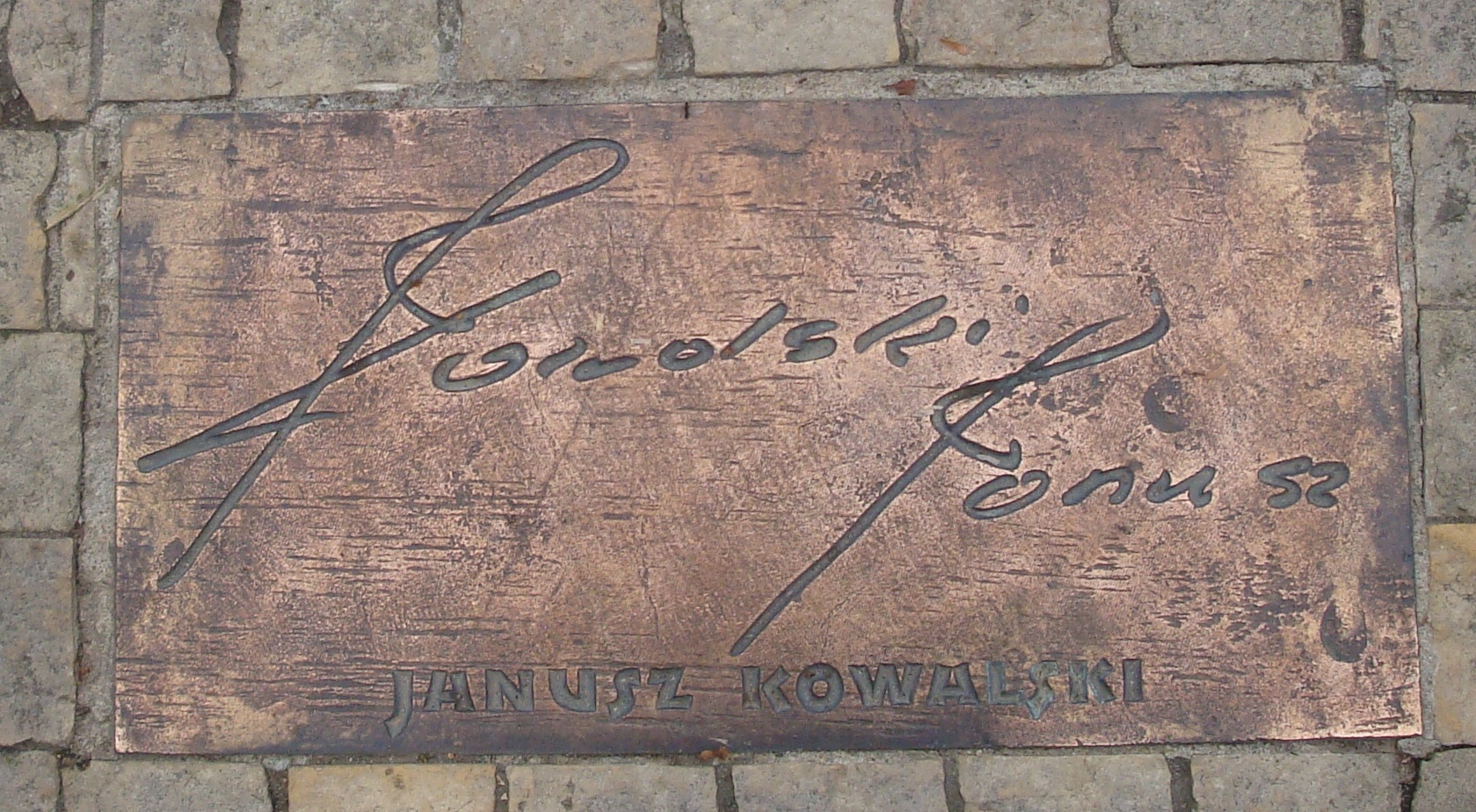
Памятная табличка с подписью Януша Ковальского в Аллее славы польского велоспорта в Наленчуве

В 1978 году стал пятнадцатым в генеральной классификации «Тура Британии», был призёром на нескольких этапах многодневной гонки «Джиро дель Бергамаско» в Италии.
Последний раз показывал сколько-нибудь значимые результаты на международной арене в сезоне 1979 года, когда выиграл шестой этап «Тура Польши», а в общем зачёте занял второе место, уступив соотечественнику Хенрику Харуцкому.